# Pupa (manga)
Pupa (ピューパ Pyūpa?) es un manga de terror escrito e ilustrado por Sayaka Mogi. Una adaptación al anime producida por Studio DEEN se estrenó el 9 de enero de 2014.

## Argumento
La historia sigue a Utsutsu y Yume Hasegawa, un joven y su hermana pequeña Yume, quienes han estado viviendo totalmente solos. Su padre era un hombre extremadamente abusivo, golpeaba a su madre y luego a sus hijos después de que lo despidieran. Después de un divorcio, su madre comenzó a salir con otro hombre y el padre dejó a los dos niños solos. Ahora abandonado, Utsutsu se prometió a sí mismo que siempre protegería a Yume.
Después de ver mariposas rojas, estos dos hermanos se infectan con un virus conocido como Pupa. Este virus transforma organismos en monstruos insaciables, que solo buscan alimentarse de cualquier tipo de vida. Yume sucumbe a los efectos completos del virus Pupa, pero vuelve a ser humano. Utsutsu, en lugar de convertirse en un monstruo, gana poderes regenerativos. Para que el virus sea suprimido en Yume, Utsutsu debe tomar una droga y hacer que Yume se alimente de su carne, con la forma de que su hermana vuelva a la normalidad.

## Personajes
Utsutsu Hasegawa (長谷川 現 Hasegawa Utsutsu?)
Seiyū: Nobunaga Shimazaki, Mariya Ise (joven)
El hermano mayor de Yume, que tiene complejo de hermana, por lo que se preocupa profundamente por Yume. Su característica facial más prominente es una cicatriz alrededor de su ojo izquierdo, las muchas marcas de las heridas que cubren casi todo su cuerpo (que puede haber recibido de su padre) y su pinza de pelo de la flor. Después de ser infectado por el virus de Pupa, Utsutsu gana la habilidad de regenerar sus heridas y extremidades perdidas por lo tanto actúa como una fuente de alimento vivo para su hermana después de la infección antes de dicho virus para contener su hambre de carne. A pesar de ser descrito como cálido y un poco saliente, tiene una tendencia de convertirse en un sádico asesino en un alboroto de frustración, al igual que su padre. En su niñez, él, Yume y su madre a menudo eran víctima de abuso de parte de su padre.
Yume Hasegawa (長谷川 夢 Hasegawa Yume?)
Seiyū: Ibuki Kido
Inocente y dulce hermana menor de Utsusu y una víctima del virus Pupa. Ella ama a su hermano, y siempre está buscando a él. Si está hambriento, un monstruo horroroso emerge de su cuerpo de una manera similar a una mariposa emerge de su crisálida, luego de ello procede a comer cualquier carne fresca, incluyendo los humanos. Yume es en realidad uno de los dos antiguos monstruos inmortales que tuvieron la mala suerte de ser encontrados en forma de larva por María, y luego fueron mantenidos y experimentados durante 30 años. Ella escapó, dejando atrás a su compañero Yuu, e impregna a Sachiko, renaciendo como una niña humana (incluso compartiendo el ADN de Sachiko) y perdiendo sus recuerdos de ser un monstruo. De niña carecía de sentido común porque se estaba adaptando a su cuerpo humano y se comportaba como un monstruo. Ella es quien le dio a Utsutsu la cicatriz en el ojo y también fue responsable de transformarlo en un monstruo como ella.
Maria (マリア Maria?) / Ai Imari (伊万里 愛 Imari Ai?)
Seiyū: Kyōko Narumi
Una misteriosa mujer que parecía tener conocimiento sobre el virus Pupa y está teniendo experiencias con respecto a ella. Tiene un gato llamado Seto. Tiene una visión fría hacia la vida humana y está dispuesta a obtener cualquier tipo de información sobre los resultados del virus a cambio de la vida de muchas personas inocentes. Ella proporciona una droga que suprime temporalmente el alboroto de su hermana. A diferencia de Sachiko, ella planea dar a luz a estos monstruos a partir de las células que obtuvo de los hermanos Hasegawa.
Sachiko Hasegawa (長谷川幸子 Hasegawa Sachiko?)
Seiyū: Mamiko Noto
La sensible madre de Utsutsu y Yume. Se preocupa por su hijo biológico, pero le teme a su hija, sabiendo que es un monstruo. Después de que ella y Shirō se divorciaron, comenzó a salir con un joven, dejando a Utsutsu y Yume solos. De hecho, ahora es residente permanente del hospital de Bizen, ya que se volvió loca debido a Yume. El día que dio a luz a Utsutsu, un monstruo escapó del laboratorio, embarazó a Sachiko y nació como una humana llamada Yume. Sachiko intentó abortar para matarla, pero falló cada vez ya que Yume era inmortal. Se volvió cada vez más paranoica hasta que finalmente salió de la casa.
Shirō Onijima (鬼島 四郎 Onijima Shirō?)
Seiyū: Kōji Yusa
Es el padre de Yume y Utsutsu, tiene un personalidad fría, parece de buena condición física, en una parte del manga se le puede ver propinando una golpiza a 4 Punks sin el más mínimo esfuerzo, tiene poco contacto con Yume y Utsutsu, pero cuando los ve, rápidamente Utsutsu se interpone para que no hable con Yume. Se revela que es inestable porque cuando era niño era huérfano criado por Genjurō Imari (el abuelo de María) que era artista. Genjurō abusó de Shiro y lo mantuvo como un juguete, alegando que el dolor era la forma más pura de amor. Después de la muerte de Genjurō, Shiro adoptó su filosofía, abusando de Sachiko y Utsutsu en un intento de mostrarles el "amor" que le habían enseñado.
Matoko Hotoki (仏木?)
Seiyū: Kenjirō Tsuda
Un socio de Maria y su hermano mayor. Se dice que su madre dio a luz al demonio "Ai" en lugar de Juzo Hotoki. Al encontrar su primera impresión inquieta, notó que estaba interesada en el contenido de los animales. Hizo una cicatriz en la cara de Maria por atormentar a sus preciosas muñecas y sintió lástima por no entender. Desde entonces, se dedicó a ayudar a Maria en la investigación del virus Pupa en la isla de Onigashima.
Yūhei Arita (有田 雄平 Arita Yūhei?)
Seiyū: Kōdai Sakai, Shiori Mikami (joven)
Compañero de clase y amigo cercano de Utsutsu que insiste en mantenerse en contacto.
Yuu (ユウ Yū?)
Un hombre misterioso que parece guiar a los hermanos Hasegawa. A pesar de parecer humano, afirma ser un monstruo de las mariposas rojas que ha vivido durante muchas generaciones en la remota isla de Onigashima, y explica la razón por la que Utsutsu y Yume se infectaron. Está buscando a su compañero perdido, quien dice que es Yume. De hecho, es uno de los dos antiguos monstruos inmortales que Maria descubrió en forma de larva, y luego los mantuvo y experimentó durante 30 años. Su compañero escapó, dejándolo atrás y renació como Yume, perdiendo todos sus recuerdos de él. Envidia a Utsutsu porque Yume lo eligió a él.

## Medios

### Manga
La serie de manga está escrita e ilustrado por Sayaka Mogi y ha sido serializado en la Earth Star Entertainment's Comic de la revista Comic Earth Star desde el 12 de marzo de 2011. El 12 de septiembre de 2013, la serie ha sido recopilada en 4 volúmenes.

### Anime
Una adaptación a anime dirigida por Tomomi Mochizuki y producido por Studio DEEN, se estrenó en enero de 2014 después de una cierta demora. Originalmente se tenía previsto su estreno para octubre de 2013. La serie cuenta con el diseño de personajes por Maki Fujii.
La conversión a anime fue altamente criticada por su excesiva censura, su corta duración (4 minutos por episodio) y por su trama expuesta sin conexión y de manera incoherente. A pesar de que este anime se consideraba uno de los más influyentes para llegar a ser de los mejores del 2014 por su trama, sus expectativas se fueron abajo. Sus semejanzas con otros trabajos como Tokyo Ghoul escrita por Sui Ishida hicieron que Pupa fuera considerada la peor adaptación.
Finalizado en marzo de 2014 con Un total de 12 episodios de 5 minutos de duración con el episodio final titulado "Larva".
El opening de la serie: "Pupa" (ピューパ) es interpretado por Ibuki Kido y ERII Yamazaki. Y el ending: "Dare yori Suki na no ni" (誰 より 好き な のに) es interpretado por Kusuma San Shimai (Yurika Kurosawa, Minato Wakasa, Haruna Usui).
Un dato curioso es que las imágenes que se usan para el opening son dibujos oficiales del manga.